# Herpes zòster
L'herpes zòster (HZ) o zona, conegut popularment com a foc de Sant Antoni, (per bé que el terme foc de Sant Antoni també pot ésser la designació popular de l'ergotisme, provocat per la ingestió de sègol banyut, i de l'erisipela) és una reactivació del virus de la varicel·la zòster (VVZ) o Herpesvirus varicellae i es caracteritza per l'aparició de petites butllofes agrupades al llarg d'un dermatoma, en una zona molt localitzada del cos. Poques vegades, l'HZ afecta a més d'un d'ells. Es tracta d'una malaltia infecciosa que pot ser contagiosa en alguns casos específics. L'HZ es considera una neuropatia i resulta d'una reactivació de caràcter endogen del virus de l'herpes zòster (que és el mateix que el de la varicel·la), que ha quedat latent als ganglis sensitius dorsals dels nervis espinals o cranials, si hom havia patit la varicel·la. De vegades però, hom no recorda haver patit abans la varicel·la, sigui perquè va ser en edat molt poc avançada o per haver-la patida en estat subclínic, amb pocs símptomes i tan lleus que passa pràcticament desapercebuda.
Sol afectar el tronc, però pot aparèixer a altres zones del cos; com per exemple als turmells, al canell i l'avantbraç, a l'oïda (herpes zòster òtic o síndrome de Ramsay Hunt), als ulls (herpes zòster oftàlmic), al braç i la regió interescapular alhora, etc. Altres tipus d'herpes sense relació amb la varicel·la són els que apareixen a les mucoses: genitals (herpes genital), llavis (herpes labial), boca (herpes oral) i còrnia; o també l'herpes que pot aparèixer durant l'embaràs (herpes gestacional).

## Clínica
L'HZ en desenvolupa en dues fases. A la primera encara no han aparegut les erupcions cutànies però ja se'n senten símptomes més lleus o més greus, segons la persona, com cremor, formigueig, picor, tensió o fins i tot dolor profund. A més d'aquest símptomes a la zona localitzada on sortirà l'erupció cutània, poden haver-ne d'altres generals, com cefalea, astènia, febrícula, mal de coll, rigidesa del clatell o alteracions gastrointestinals.
Tres o quatre dies després de la primera fase és quan apareixen les erupcions cutànies a l'àrea de la pell a la qual arriben els ganglis nerviosos sensorials infectats pel virus (al qual va arribar el virus, a través de la pell, en passar la varicel·la). En menys d'un dia apareixen primer petites vesícules toves, que evolucionen a crostes, que poden durar de dues a tres setmanes. El fet de gratar-se les crostes provoca que el líquid intern infecti les zones properes i, si no es renten immediatament les mans, qualsevol altra. A més, la sobre-infecció de les lesions porta a un retard en la seva curació i, com a la varicel·la, pot ser causa de petites cicatrius al lloc de les lesions.
Una forma singular i de diagnòstic dificultós d'aquesta malaltia és el zòster sine herpete, en la qual existeix el dolor neuràlgic però les lesions cutànies no es manifesten.

### Complicacions
Moderadament freqüents:
- Neuràlgia postherpètica (NPH),[16] dolor constant i debilitant posterior a les erupcions cutànies i que dura més d'un mes més tard de la seva aparició, podent allargar-se a mesos o anys. Ocorre en un 10%-15% del casos d'HZ, especialment en la gent gran,[17] sent la incidència major en persones de més de setanta anys. Es considera la complicació més freqüent.[18]
- Prurigen postherpètic, picor intensa i persistent en el dermatoma prèviament afectat per l'HZ. Té un patró d'inici molt variable. Pot presentar-se poc després de la desaparició de les butllofes o durant les setmanes posteriors a la fi del procés infecciós. Més de la meitat dels individus amb NPH també sofreixen aquest mal.[19]

Tanmateix, en casos extraordinaris, és possible que es donin altres complicacions més o menys greus, les quals poden ser alguna de les següents:
- Herpes zòster disseminat, una forma de presentació en la qual les erupcions apareixen més disseminades que localitzades, de manera semblant a com passa a la varicel·la.[21] Ocorre predominantment en pacients amb una immunodeficiència important. De vegades s'estén a teixits extracutanis, inclús en persones sense alteracions específiques del sistema immunitari.[22]
- Herpes zòster necròtic, les lesions són més greus de l'habitual, ocasionant úlceres necròtiques que quan curen deixen cicatrius.[23]
- Complicacions oculars, com per exemple queratitis,[24] lagoftàlmia (impossibilitat d'aconseguir el tancament complet de les parpelles), paràlisi dels músculs extraoculars, midriasi, síndrome orbitari apical[25] o glaucoma secundari.[26] Això és possible que ocorri, tot i que no forçosament, si l'HZ afecta la branca oftàlmica del nervi trigemin,[27] cosa que té lloc entre un 10% i un 15% dels casos d'HZ.[28]
- Paràlisi motora transitòria o debilitat dels grups musculars més propers a la zona de la pell afectada i que apareixen al cap de dues setmanes de l'inici de les lesions.[29] Es veu en un 1%-5% dels casos totals d'HZ. Inhabitualment, la malaltia es presenta associada a una neuropatia cervical.[30]
- Meningoencefalitis[31] i mielitis transversa,[32] manifestades amb febre, alteracions de la marxa, mal de cap, deliris o al·lucinacions. Són complicacions molt inusuals.[33] Es creu que l'HZ és un factor desencadenant dels atacs de neuromielitis òptica (una complexa patologia autoimmunitària desmielinitzant).[34][35] També, sobretot quan l'afectació per l'herpes zòster és de tipus oftàlmic, augmenta el risc de sofrir un accident vascular cerebral.[36]
- Pseudohèrnia abdominal, causada per parèsia muscular en la zona d'aparició de l'HZ.[37]

## Epidemiologia
Es considera una malaltia freqüent, ja que afecta anualment una de cada 500 persones. A Europa hi ha 1,8 milions de casos anuals, cosa gens estranya, atès que qualsevol persona que hagi patit la varicel·la (a Europa és un 90% de la població) pot desenvolupar un HZ al llarg de la seva vida. La incidència oscil·la entre els 2,0 i els 4,6/1.000 casos/persones-any, sense diferències significatives entre els països que formen la UE. A Espanya, durant el període 2014-2018 la seva incidència va ser de 351,6 casos/100.000 habitants. Una persona de cada cinc pateix l'herpes zòster al llarg de la seva vida.
L'HZ afecta per igual els dos sexes i totes les races i no té un patró estacional predominant. En canvi, sí que es noten diferències per edat. Així, en lactants es pot donar si la mare ha patit la varicel·la durant l'embaràs, però és molt rar en general en nens petits. En canvi, és més freqüent en persones de mitjana edat, augmenta especialment després dels cinquanta anys i la màxima incidència es dona entre persones que estan a la seixantena. L'HZ en infants immunocompetents pot ser deguda a una reacció adversa a la vacuna contra la varicel·la o a una infecció subclínica prèvia pel VVZ. Quasi sempre produeix una simptomatologia més lleu que la dels casos adults.
El virus pot estar latent en diferents persones però no desenvolupar-se per igual. En general això es dona en moments personals als quals les defenses baixen (immunodepressió) per una causa o una altra (nervis, alimentació no adequada, altres malalties com refredats, grips, febres, etc.). És per això que les persones grans, que poden estar més sovint amb immunodepressió, són més propensos a desenvolupar l'HZ. A més de la immunodeficiència, altre causes que poden reactivar els virus són la diabetis, la insuficiència renal crònica, un trauma quirúrgic, la radiació (raigs ultraviolats, la solar perllongada també) o altres infeccions, per exemple. En canvi, sembla que el contacte continuat amb el virus de la varicel·la fa que la incidència de l'HZ sigui menor.
La transmissió del virus de la varicel·la i de l'HZ es fa per contacte directe amb el líquid intern que contenen les lesions cutànies o butllofes i també per les secrecions respiratòries. Les persones amb un HZ, donat que el virus és el mateix, poden contagiar la varicel·la.

## Prevenció

### Vacuna
Actualment està comercialitzada a diversos països Zostavax de Merck & Co.. En estudi hi havia una altra vacuna en fase 3 de GSK, però el resultat de l'assaig no fou satisfactori. L'octubre de 2017 la FDA aprovà una nova vacuna recombinant administrada en dues injeccions i comercialitzada per la mateixa companyia amb el nom de Shingrix, la qual és avui dia la vacuna profilàctica de primera línia pels individus amb un alt risc de patir HZ.

### Dieta
En un estudi es va trobar una forta associació entre el consum de fruita baix i el risc d'aparèixer un HZ; en l'anàlisi ajustada, les persones que menjaven menys d'una porció de fruita a la setmana tenien més de tres vegades el risc d'HZ en comparació amb els individus que consumien més de tres porcions per dia. Podrien estar implicats diversos micronutrients: vitamines antioxidants; en particular la A, B₆C i E; zinc i ferro, amb la idea de reforçar el sistema immunològic i conseqüentment dificultar el desenvolupament de l'HZ.

## Tractament
Els objectius del tractament són limitar la gravetat i la durada del dolor, escurçar la durada de l'episodi d'HZ i reduir les complicacions. El tractament simptomàtic és sovint necessari per a la complicació de la neuràlgia postherpètica.
No obstant això, un estudi sobre l'HZ no tractat mostra que, un cop que l'erupció hagi desaparegut, la neuràlgia postherpètica és molt poc comuna en persones menors de 50 anys i desapareix amb el temps. En la gent gran el dolor es va dissipant més lentament, però fins i tot en persones majors de 70 anys, el 85% resten sense dolor un any després del seu atac. L'ús de l'electroestimulació percutània dels nervis pot ser un eficaç mètode terapèutic coadjuvant a l'administració de fàrmacs antivírics en l'HZ agut i també una bona tècnica per prevenir el desenvolupament de la NPH.

### Antivirals
Inhibeixen la replicació del virus i redueixen la gravetat i la durada de l'HZ amb efectes secundaris mínims, però no queda clarament establerta l'efectivitat en la prevenció de la neuràlgia postherpètica (efectivitat que sols es mostra en l'administració en l'inici de la malaltia). És acceptat en la comunitat dermatològica que l'aplicació d'antivirals tòpics en les lesions de l'HZ no és eficaç, es consideren així d'utilitat només els administrats per via oral (o intravenosa en pacients immunodeprimits). Haurien de ser prescrits als pacients d'edat avançada pel risc alt de neuràlgia postherpètica, i en tots els pacients amb HZ oftàlmic, independentment de l'edat o la gravetat dels símptomes.
Els més utilitzats són:
- Aciclovir (EFG, Zovirax, Aciclor, etc.) és un anàleg de la guanosina capaç d'inhibir l'ADN polimerasa, un enzim viral fonamental en la síntesi de l'ADN del virus. Aquest fàrmac, doncs, impedeix la reproducció i extensió del virus. Cal prendre'l cinc vegades diàries perquè sigui efectiu.[33]

- Valaciclovir (EFG, Valtrex)[64] és un profàrmac que quan arriba al fetge es transforma en aciclovir i que es pot dosar en tres vegades diàries en comptes de les cinc d'aquest.[33]

- Famciclovir (EFG, Famvir) és com l'aciclovir, un altre anàleg sintètic de la guanosina que després de l'absorció intestinal i de la metabolització en el fetge es converteix en penciclovir, que és el que realment té activitat antiviral. S'administra un cop diari.[65]

- Brivudina (Nervinex)[66] és un anàleg de la timidina que impedeix que el virus es pugui reproduir perquè s'introdueix a l'ADN del virus i hi bloqueja l'acció de les polimerases. Cal evitar prendre brivudina conjuntament amb antineoplàstics, en especial 5-fluorouracil i altres fàrmacs relacionats, pel risc d'interaccions medicamentoses mortals que pot comportar.[67]

- Amenamevir (Amenalief),[68] un inhibidor enzimàtic que actua contra el complex helicasa-primasa del VVZ i del VHS.[69] És el primer membre d'aquesta nova classe de medicaments aprovat a alguns països per tractar la malaltia.[70]

Hi ha pocs estudis a doble-cec comparatius d'eficàcia dels fàrmacs:
- Aciclovir-famciclovir: una eficàcia comparable,[71][72] amb millor tolerabilitat del famciclovir.[72][73][74]
- Aciclovir-valaciclovir: ambdós tenen una eficàcia comparable,[75][76]
- Aciclovir-brivudina: un estudi mostrà una disminució en la incidència de neuràlgia postherpètica en pacients immunocompetents ancians,[77] mentre que altre no trobà diferències significatives,[78] si bé no es valorà la neuràlgia postherpètica.
- Valaciclovir-famciclovir: una eficàcia comparable.[79]
- Famciclovir-brivudina: una eficàcia comparable.[80]

### Antiàlgics
Habitualment cal el tractament del dolor, generalment amb analgèsics orals o sistèmics, tan potents com calgui segons cada cas particular. També antidepressius tricíclics (en especial l'amitriptilina i la nortriptilina) o ISRSNs (duloxetina) i anticonvulsivants (gabapentina o pregabalina) són una bona indicació per a molts malalts amb neuràlgia postherpètica. En alguns pacients amb dolor refractari o dificultats per prendre tractament oral els pegats transdèrmics de lidocaïna mostren certa eficàcia, encara que no són un fàrmac de primera elecció en la NPH i tenen un cost elevat atesos els beneficis que la seva aplicació aporta. Les cremes i pegats amb capsaïcina poden ser un complement a la medicació principal, tot i que no sempre actuen de forma satisfactòria en malalts amb dolor neuropàtic crònic.

### Glucocorticoides
Si els dolors són més forts, amb glucocorticoides com la prednisona es pot reduir la inflamació del nervi a curt termini; tot i que el seu ús combinat amb antivirals en ancians requereix un control molt estricte.

### Teràpies alternatives
Ara per ara, no existeixen suficients dades que demostrin amb claredat, segons els criteris de la medicina basada en l'evidència, que l'ús de la moxibustió i/o l'acupuntura millora de manera significativa i duradora el dolor de la neuràlgia postherpètica.